# Hybauchenidium
Hybauchenidium is een geslacht van spinnen uit de familie hangmatspinnen (Linyphiidae).

## Soorten
De volgende soorten zijn bij het geslacht ingedeeld:
- Hybauchenidium aquilonare (L. Koch, 1879)
- Hybauchenidium cymbadentatum (Crosby & Bishop, 1935)
- Hybauchenidium ferrumequinum (Grube, 1861)
- Hybauchenidium gibbosum (Sørensen, 1898)